# Marquam
Marquam az Amerikai Egyesült Államok Oregon államának Clackamas megyéjében, az Oregon Route 213 mentén elhelyezkedő önkormányzat nélküli település.
Névadója Alfred Marquam telepes, az első lakóház és első bolt tulajdonosa; az 1889-ben megnyílt posta első vezetője is ő volt.

## Fordítás
- Ez a szócikk részben vagy egészben  a   Marquam, Oregon című angol Wikipédia-szócikk ezen változatának fordításán alapul.  Az eredeti cikk szerkesztőit annak laptörténete sorolja fel. Ez a jelzés csupán a megfogalmazás eredetét és a szerzői jogokat jelzi, nem szolgál a cikkben szereplő információk forrásmegjelöléseként.